# La battaglia d'Inghilterra
La battaglia d'Inghilterra (estrenada en anglès com Eagles Over London) és una pel·lícula bèl·lica de "macaroni combat" dirigida per Enzo G. Castellari. Va ser protagonitzada per Frederick Stafford, Van Johnson and Francisco Rabal.

## Argument
Durant l'evacuació de Dunkerque el 1940, un equip de sabotadors alemanys assumeix la identitat dels soldats britànics morts i són transportats a Anglaterra. El seu primer objectiu és paralitzar les defenses aèries britàniques destruint estacions de radar. Tot i que es desconeixen les identitats i el parador dels sabotadors, es crea un equip de soldats britànics per rastrejar-los i avortar la seva missió. Mentre la batalla d'Anglaterra arriba a la fi, l'enfrontament final té lloc quan l'equip alemany està a punt d'explotar el centre de control del Comandament de Caces de la RAF.

## Producció
Quan Enzo G. Castellari va acabar la pel·lícula Ammazzali tutti e torna solo, va preguntar als productors quina seria la seva propera pel·lícula. Van respondre una epopeia bèl·lica sobre la batalla d'Anglaterra quan la versió de Harry Saltzman que encara no s'havia publicat. A Enzo li va semblar una idea fantàstica, però els productors tenien l'objectiu que el director fos Alberto De Martino. Els productors van estipular que calia utilitzar imatges de la batalla real a la pel·lícula i que s'utilitzessin en un mètode de pantalla dividida. Li van preguntar a Enzo si dirigiria les seqüències d'efectes especials i les tallaria amb les imatges utilitzant un mètode de pantalla dividida. Enzo mai havia sentit a parlar de "pantalla dividida", de manera que se li van mostrar les pel·lícules americanes El cas de Thomas Crown i The Boston Strangler. Va rodar les seqüències d'efectes i les va barrejar mitjançant un mètode de pantalla dividida triple. Un exemple és que un avió britànic dispara al costat esquerre, que un avió alemany rep el tret al costat dret i que tingui imatges al mig. Quan es va mostrar aquest material de pantalla dividida, els productors van quedar tan impressionats que van decidir que Enzo dirigís tota la imatge. Després d'això, Enzo es va asseure una setmana amb un company per reescriure el guió excessiu per fer-lo més orientat a l'acció i menys "telenovel·la".
La pel·lícula és totalment fictícia i històricament imprecisa. Per exemple, la RAF mai va enderrocar 94 avions alemanys en un dia; Londres no va ser mai "envoltada" en una sortida per "1.000 avions"; i el Centre de Control RAF mai no va ser atacat de cap manera. El director utilitza Messerschmitt Bf 109s (o gairebé les seves rèpliques) com a "Hawker Hurricanes" de la RAF, i Supermarine Spitfire com a "Bf 109s" de la Luftwaffe. Els "bombarders" ficticis que se suposa que són Heinkel He 111 són en realitat CASA 2.111, avions similars construïts a Espanya sota llicència.

## Llançament
Simitar Entertainment va editar la pel·lícula en VHS el 1994. Echo Bridge Home Entertainment també la va editar en VHS el 2001.
Severin va llançar la pel·lícula per primera vegada a Amèrica amb DVD i Blu-ray de Region 0 el 2009.
La pel·lícula fou estrenada en DVD per Regió 2 el 7 de juny de 2010.
La versió de Severin és una versió internacional sense tallar, però és pocs minuts més curta que l'original italià.

## Recepció
En una crítica contemporània, Monthly Film Bulletin va afirmar que la pel·lícula "mostra una brillantor d'originalitat, però que està lentament desenvolupada i coberta de treballs desordenats en pantalla dividida" i "l'acció està muntada i separada eficientment a partir de l'aparició d'alguns Tommies britànics d'aspecte bastant negre, la guerra de la Gran Bretanya sembla lleugerament més autèntica […] del que les nombroses nacionalitats de la pel·lícula podrien haver portat a esperar."
En una revisió retrospectiva, Sight & Sound va afirmar que "La idea dels sabotadors nazis disfressats i causant estralls a Anglaterra s'ha utilitzat en pel·lícules d'Ealing Went the Day Well o Ha arribat l'àguila, però aquelles pel·lícules no tenien el flamboiant formal que Castellari aporta al seu material." La revista conclou "És com Boy's Own però es duu a terme amb un estil que no descendeix mai al kitsch."

## Conseqüències i influència
Aproximadament el trenta per cent de la pel·lícula es va reutilitzar en la pel·lícula de macaroni combat Dalle Ardenne all'inferno. Castellari va dir que ell i la seva dona anaven a veure Dalle Ardenne all'inferno als cinemes i li va molestar molt que les imatges que va rodar es reutilitzessin en una altra pel·lícula.